# 선빈 안씨
선빈 안씨(善嬪 安氏, ? ~ 1468년 7월 15일(음력 6월 17일)) 또는 숙선옹주(淑善翁主)는 조선 태종의 후궁이다.

## 생애
본관은 순흥(順興)이다. 검교 한성윤(檢校 漢城尹) 안의(安義)의 딸로 궁인으로 입궁하였다가 태종의 후궁이 되었으며, 1421년(세종 3년)에 숙선옹주(淑善翁主)에 봉해지고 그 아버지는 판한성부사(判漢城府事)직을 제수받았다.
1430년(세종 12년) 영평군(鈴平君) 윤계동(尹季童)과 집터 문제를 가지고 다투어 송사하였다.
1468년(세조 14년) 5월, 딸인 경신옹주와 노비와 전답의 재산 분배를 둘러싸고 갈등을 벌여, 선빈 안씨는 상서를 올려 온갖 거짓말을 꾸며대어 악의적으로 딸의 녹봉과 재물을 탐냈던 나머지 전재산과 녹을 빼앗으려 하였다. 의금부에서 관련 있는 자들을 국문하였는데, 이 송사로 경신옹주는 녹봉을 억울하게 빼앗기고 노비와 전답의 일부를 어머니 숙선옹주에게 강제로 뺏겼으며, 경신옹주의 아들 이효충은 직첩을 거두고 외방으로 쫓겨났다.
선빈 안씨는 돌려받은 노비와 토지의 일부를 며느리인 익녕군의 아내 박씨와, 본인의 외손자이자 소숙옹주의 아들인 황호, 황징 형제에게 나누어 주었는데, 선빈 안씨와 경신옹주 모녀의 다툼에 익녕군의 처 박씨와 황호, 황징 형제가 의기 투합하여 임종이 가까운 선빈 안씨를 조종하였으나, 후에 황호, 황징 형제가 이를 뉘우쳤다고 기록하고 있다. 이들 모녀의 송사는 예종, 성종 대에도 회자되었으며 예종은 경신옹주에게 올바르게 녹봉을 되돌려 주었다.
1468년 6월 17일 사망하였다. 1872년(고종 9년), 정1품 선빈(善嬪)으로 추증되었다.

### 사후
숙선옹주(선빈)안씨 묘는 서울특별시 중랑구 봉화산 기슭에 있다. 『경국대전』 반포 이전 후궁에게도 '옹주'의 용어가 사용된 사실을 알려주는 실물 자료로 역사적 가치가 있고, 조선 세조때 예장된 묘제 석물(묘비, 상석, 장명등, 문석인 1쌍, 산신제석)이 잘 남아있어 2019년 6월 7일 서울특별시의 기념물 제43호로 지정되었다. 숙선옹주로가 숙선옹주(선빈)안씨의 이름을 따서 명명되었다.

## 가족 관계
- 아버지 : 안의(생몰년 미상)
- 어머니 : 미상
- 남편 : 태종(太宗, 1367 ~ 1422)
  - 남 : 익녕군 이치(益寧君 李袳, 1422 ~ 1464)
    - 며느리 : 군부인 운봉 박씨(郡夫人 雲峰 朴氏, 생몰년 미상)[5]
    - 며느리 : 군부인 평양 조씨(郡夫人 平壤 趙氏, 생몰년 미상)
      - 손자 : 의천군 이승은(義泉君 李承恩, 생몰년 미상)

    - 손자 : 수천군 이정은(秀泉君 李貞恩), 이원익은 수천군 정은의 증손

  - 장녀 : 경신옹주(敬愼翁主, 생몰년 미상)
    - 사위 : 전의위 이완(全義尉 李梡, ? ~ 1455)

  - 차녀 : 소숙옹주(昭淑翁主, ? ~ 1464)
    - 사위 : 회천군 황유(懷川君 黃裕, 1421 ~ 1450)

## 관련 작품

### 드라마
- 《용의 눈물》(KBS, 1996~1998, 배우 : 이보희)